# Prezidentské volby 2022
V roce 2022 proběhly prezidentské volby v následujících zemích:
| Stát nebo území  | Datum 1. kola                    | Datum 2. kola                          | Vítěz                                                             |
| ---------------- | -------------------------------- | -------------------------------------- | ----------------------------------------------------------------- |
| Albánie          | 4. června 2022                   | –                                      | Bajram Begaj (1. funkční období ze 2 možných)                     |
| Angola           | 24. srpna 2022                   | –                                      | João Lourenço (2. funkční období ze 2 možných)                    |
| Arménie          | 2. března 2022                   | 3. března 2022                         | Vahagn Chačaturjan (1. a jediné možné funkční období)             |
| Brazílie         | 2. října 2022                    | 30. října 2022                         | Luiz Inácio Lula da Silva (1. funkční období ze 2 možných v kuse) |
| Filipíny         | 9. května 2022                   | –                                      | Bongbong Marcos (1. a jediné možné funkční období)                |
| Francie          | 10. dubna 2022                   | 24. dubna 2022                         | Emmanuel Macron (2. funkční období ze 2 možných)                  |
| Haiti            | 30. ledna 2022                   | –                                      | Fritz Jean (přechodné období)                                     |
| Indie            | 18. července 2022                | –                                      | Draupadí Murmúová (1. a jediné možné funkční období)              |
| Irák             | 13. října 2022                   | –                                      | Abdal Latíf Rašíd (1. funkční období ze 2 možných)                |
| Itálie           | 24. ledna 2022 až 26. ledna 2022 | 27. ledna 2022 až 29. ledna 2022       | Sergio Mattarella (2. funkční období ze 2 možných)                |
| Jižní Korea      | 9. března 2022                   | –                                      | Jun Sok-jol (1. a jediné možné funkční období)                    |
| Jižní Osetie     | 10. dubna 2022                   | 8. května 2022                         | Alan Gaglojev (1. funkční období ze 2 možných)                    |
| Kazachstán       | 20. listopadu 2022               | –                                      | Kasym-Žomart Kemeluly Tokajev (2. a poslední funkční období)      |
| Keňa             | 9. srpna 2022                    | –                                      | William Ruto (1. funkční období ze 2 možných)                     |
| Kolumbie         | 29. května 2022                  | 19. června 2022                        | Gustavo Petro (1. a jediné možné funkční období)                  |
| Kostarika        | 6. února 2022                    | 3. dubna 2022                          | Rodrigo Chaves (1. a jediné možné funkční období v kuse)          |
| Libanon          | 29. září 2022                    | 13. října 2022 až 15. prosince 2022    | neznámý (1. a jediné možné funkční období v kuse)                 |
| Maďarsko         | 10. března 2022                  | –                                      | Katalin Nováková (1. funkční období ze 2 možných)                 |
| Nauru            | 28. září 2022                    | –                                      | Russ Kun                                                          |
| Německo          | 13. února 2022                   | –                                      | Frank-Walter Steinmeier (2. funkční období ze 2 možných v kuse)   |
| Rakousko         | 9. října 2022                    | –                                      | Alexander Van der Bellen (2. funkční období ze 2 možných)         |
| Republika srbská | 2. října 2022                    | –                                      | Milorad Dodik (1. funkční období ze 2 možných v kuse)             |
| Rovníková Guinea | 20. listopadu 2022               | –                                      | Teodoro Obiang Nguema Mbasogo (8. funkční období)                 |
| Slovinsko        | 23. října 2022                   | 13. listopadu 2022                     | Nataša Pircová Musarová (1. funkční období ze 2 možných)          |
| Somálsko         | 15. května 2022                  | –                                      | Hassan Sheikh Mohamud (2. funkční období)                         |
| SAE              | 14. května 2022                  | –                                      | Mohammed bin Zajd Ál Nahján (1. funkční období)                   |
| Srbsko           | 3. dubna 2022                    | –                                      | Aleksandar Vučić (2. funkční období ze 2 možných)                 |
| Srí Lanka        | 20. července 2022                | –                                      | Ranil Wickremesinghe (1. funkční období ze 2 možných)             |
| Švýcarsko        | 7. prosince 2022                 | –                                      | Alain Berset (1. a jediné možné funkční období v kuse)            |
| Turkmenistán     | 12. března 2022                  | –                                      | Serdar Berdimuhamedow (1. funkční období)                         |
| Vanuatu          | 21. července 2022                | 21. července 2022 až 23. července 2022 | Nikenike Vurobaravu (1. funkční období)                           |
| Východní Timor   | 19. března 2022                  | 19. dubna 2022                         | José Ramos-Horta (2. funkční období ze 2 možných)                 |

Šedě podbarveny jsou nepřímé volby.